# Спинета (Монте Кастело ди Вибио)
Спинета је насеље у општини Монте Кастело ди Вибио у Италији, у округу Перуђа, региону Умбрија.
Према процени из 2011. у насељу је живело 16 становника. Насеље се налази на надморској висини од 416 м.